# Xã Washington, Quận Buchanan, Missouri
Xã Washington (tiếng Anh: Washington Township) là một xã thuộc quận Buchanan, tiểu bang Missouri, Hoa Kỳ. Năm 2010, dân số của xã này là 78.865 người.